# Potvorice
Potvorice is een Slowaakse gemeente in de regio Trenčín, en maakt deel uit van het district Nové Mesto nad Váhom.
Potvorice telt 598 inwoners.